# Selenga
Selenga (t. Selenge-mörön; mong. Сэлэнгэ, ros. Селенга) – rzeka w Mongolii i Rosji. Długość – 1024 km (593 km w Mongolii), powierzchnia zlewni – 447 tys. km². 
Selenga powstaje z połączenia rzek Ider gol (wypływająca z Gór Changajskich) i Delger mörön (wypływa na zachód od jeziora Chubsuguł), uchodzi deltą o powierzchni ok. 700 km² do jeziora Bajkał.
Główne dopływy:
- prawe 
  - Orchon
  - Czikoj
  - Chiłok
  - Uda
- lewe
  - Egijn gol

Rzeka jest przez 5 miesięcy w roku zamarznięta. Żeglowna na większości biegu – 870 km (od ujścia Orchonu), co przez pewien czas miało znaczenie dla mongolskiej i rosyjskiej gospodarki.
Nad Selengą położone jest tylko jedno miasto – stolica rosyjskiej republiki Buriacji Ułan Ude.